# Teltower Rübchen
Teltower Rübchen (Brassica rapa L. subsp. rapa f. teltowiensis) sind eine besondere Form der Speiserübe. Sie sind nach dem Teltow, der Landschaft in Brandenburg, aus der sie stammen, benannt. Sie werden auch als kleine Speiserübe oder Märkische Rübe bezeichnet. Sehr nahe verwandt sind ihr auch die Herbst-, Stoppel- und Bayerische Rübe.

## Beschreibung
Von anderen Rüben unterscheiden sich die Teltower Rübchen durch ihre Größe (Länge ca. 5 cm, Durchmesser 1,5 bis 3 cm), schlanke Kegelform, eine erhabene Querstreifung, Nebenwurzeln, die vorwiegend in zwei gegenständigen flachen Längsriefen angeordnet sind, und ihre grau- bis braunstichige weiße Färbung. Das Rübenfleisch ist gelblich. Das Saatgut ist 4–5 Jahre keimfähig. Ein Gramm Samen sind zirka 370 Korn. Die Rübe hat einen rettichartigen Geschmack.

## Geschichte
Die ursprünglichen Herkunftsregionen der Teltower Rübchen waren Polen und Finnland. Im 18. und 19. Jahrhundert galten sie als beliebte Delikatesse. Nicht nur Goethe und Kant habe sich mit ihnen beliefern lassen, auch am französischen Hof waren sie bekannt. Zu DDR-Zeiten wurde die Pflanze kaum angebaut. Im Rahmen der Rückorientierung auf regionale Spezialitäten nimmt der Anbau und Verzehr wieder zu. Den Namen Teltower Rübchen ließ der Verband pro agro 1993 als Marke beim Patentamt schützen. 1998 hat sich in Teltow ein Förderverein für das Teltower Rübchen e. V. gegründet. Auf der Grünen Woche 1999 wurden die Rübchen erstmals wieder präsentiert.
Nach Friedrich dem Großen wurde die Rübe im Jahre 1770 in Brandenburg und Pommern eingeführt, um sandige Böden für die Viehhaltung nutzbar zu machen. Das Verfahren stammte von einem englischen Landwirt.

## Anbau und Ernte
Teltower Rübchen sollen von Anfang August bis spätestens Mariä Himmelfahrt als zweite Kultur nach Frucht auf eine Tiefe von 1 bis 2 cm (mit Bewässerung) oder 2–2,5 cm (ohne Bewässerung) direkt auf die Anbaufläche ausgesät und ab Oktober geerntet werden. Offizieller Erntebeginn (Rübchenanstich) ist der letzte Donnerstag im September. Die Bestandsdichte beträgt ca. 40 Pflanzen pro m² bei einem Reihenabstand von 20 bis 25 cm und einem Abstand in der Reihe von 8 bis 12 cm. Sie benötigen nährstoffarme Sandböden, um ihren als besonders delikat bewerteten Geschmack entwickeln zu können. Sonst stellen sie keine besondere Ansprüche an den Boden. Die im Herbst geernteten Rüben entwickeln die beste Qualität, wenn man die Rüben nicht größer als zirka 5 cm im Durchmesser werden lässt. Der Ertrag beträgt ungefähr 2,2 kg/m². Diese Rüben können sehr gut eingelagert werden. Für den Hausgebrauch werden sie einfach in sauberen Sand eingelegt.

## Verwendung

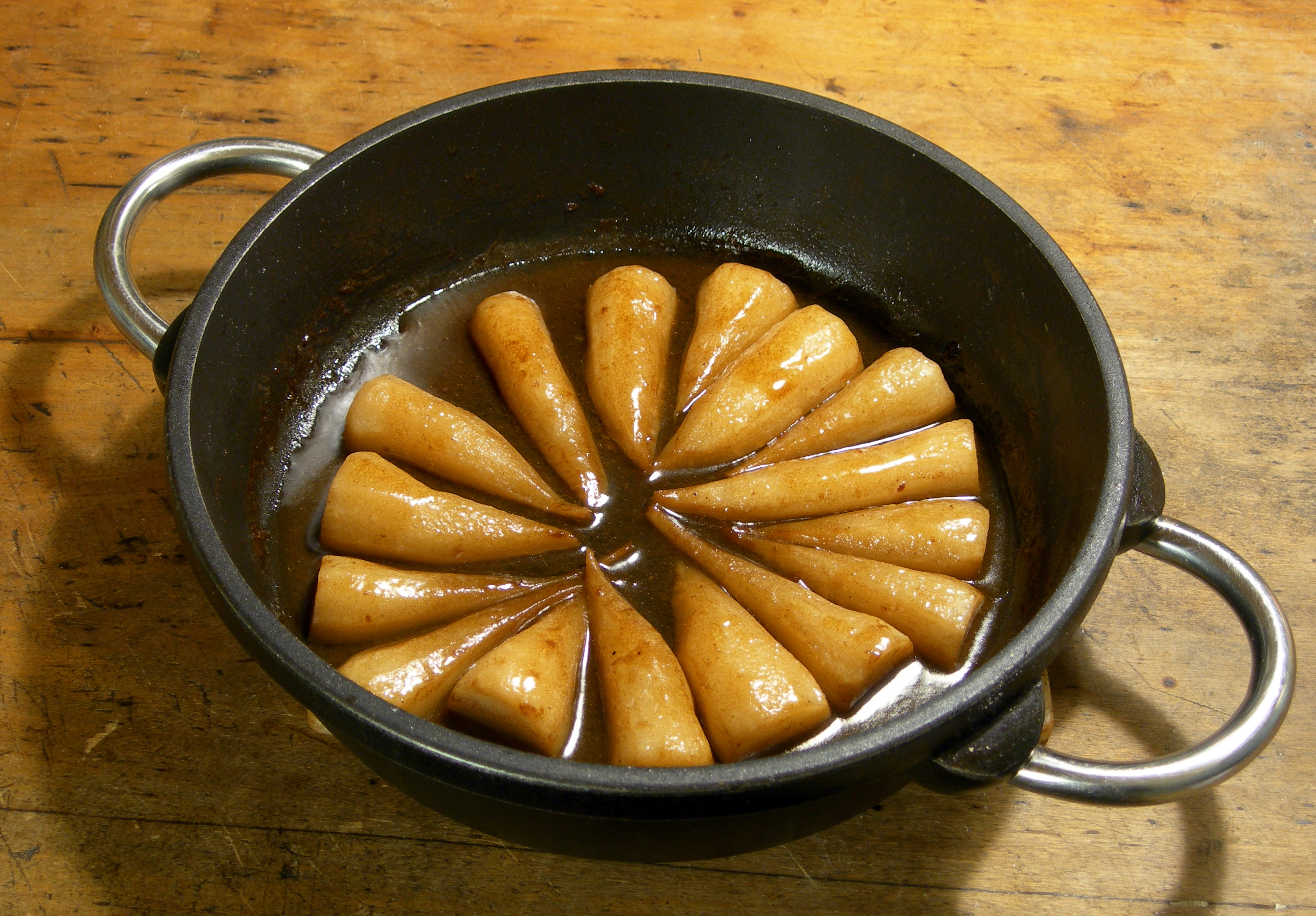
Nach klassischem Rezept karamellisierte Teltower Rübchen

Teltower Rübchen können roh zu Salaten und gekocht als Suppe oder Beilage verwendet werden. 
In der klassischen Zubereitung werden sie im Ganzen oder halbiert mit in Butter karamellisiertem Zucker, abgelöscht mit Fleischbrühe, gedünstet, wobei eine konzentrierte, dunkle Sauce entsteht, die mit wenig Mehl leicht gebunden wird.